# Lehmmoscheen von Timbuktu

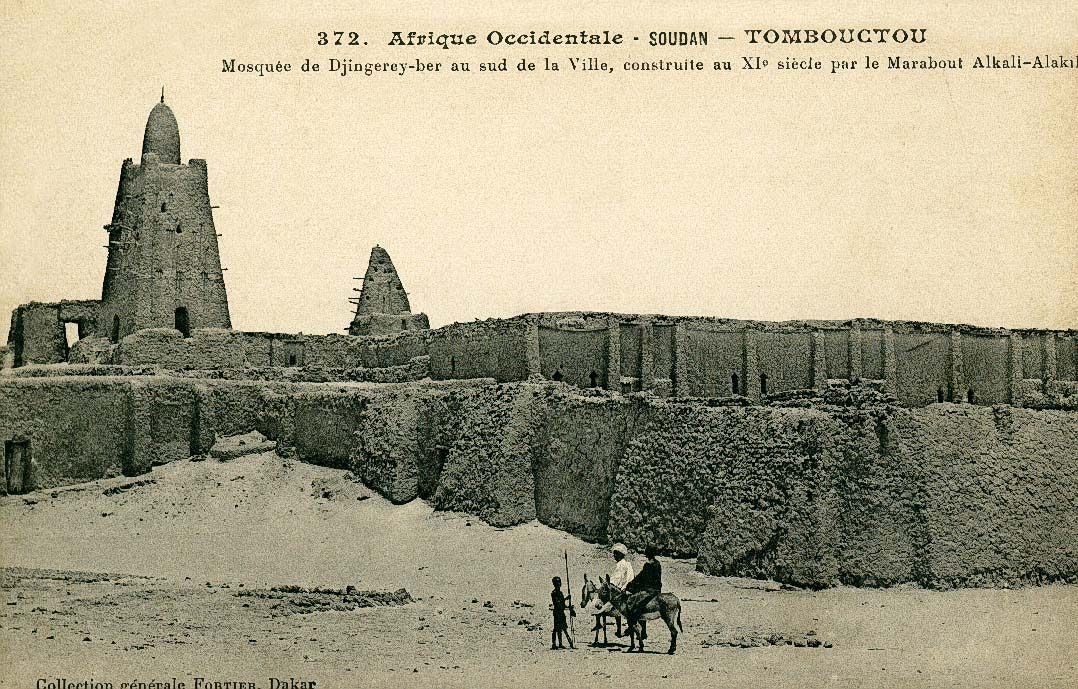
Djinger-ber-Moschee (1905/06)

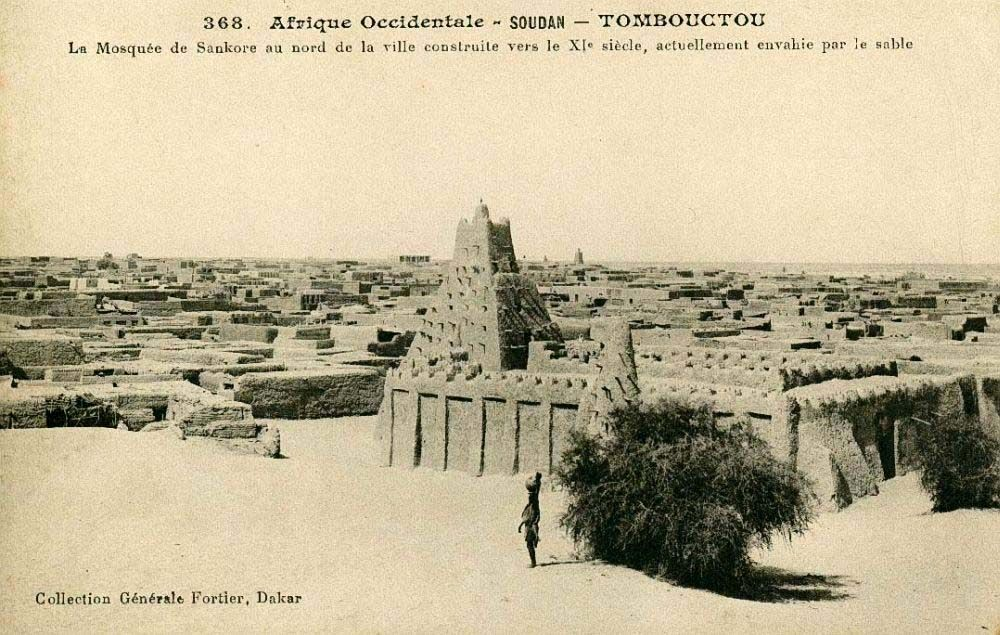
Sankóre-Moschee (1905/06)

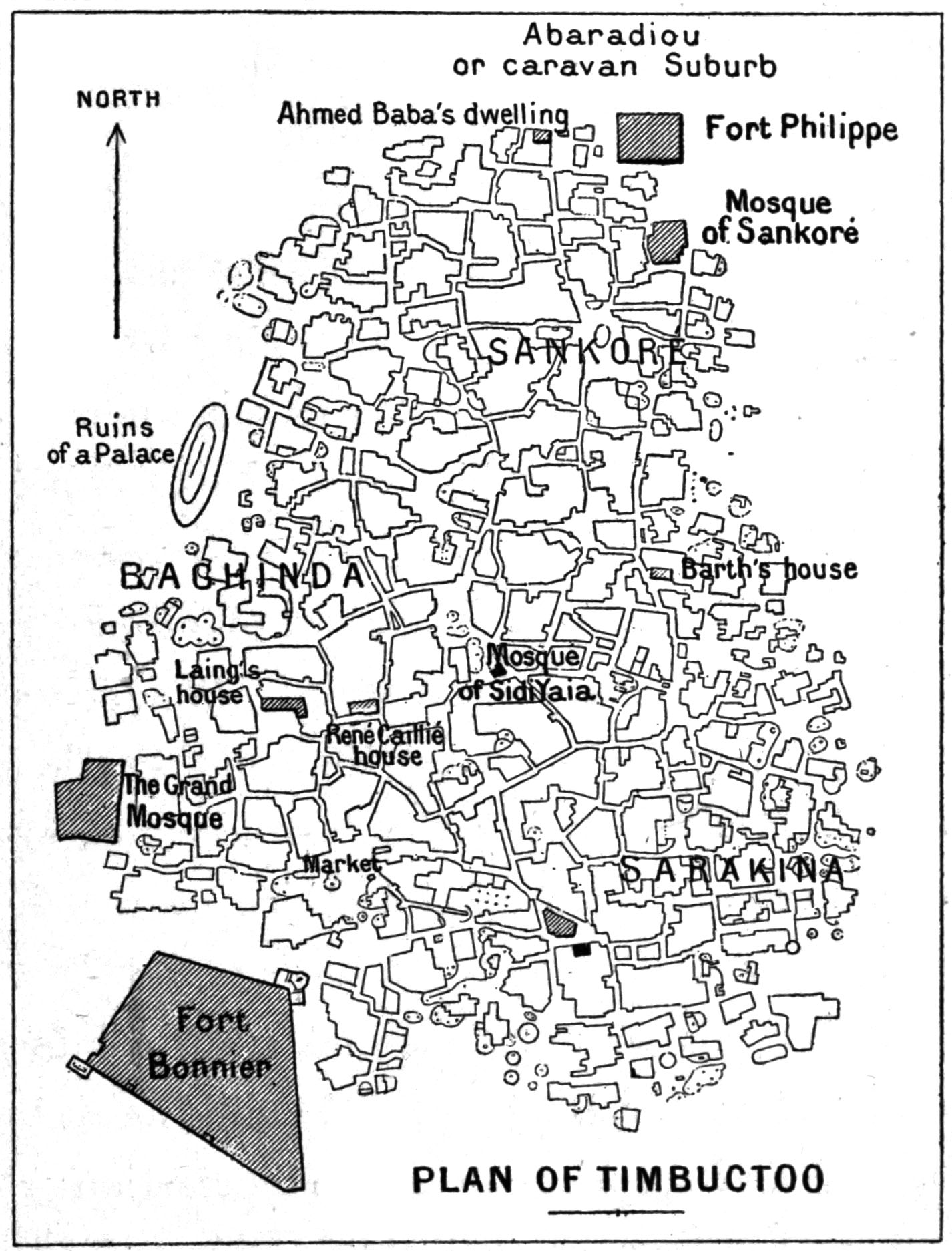
Lageplan der drei Moscheen aus dem Jahr 1896; Quelle: Félix Dubois, Tombouctou la Mystérieuse

Bei den Lehmmoscheen von Timbuktu handelt es sich um drei Moscheen der Stadt Timbuktu in Mali. Es wird davon ausgegangen, dass ihre Ursprünge auf das 14. beziehungsweise 15. Jahrhundert zurückgehen. Seit 1988 gehören sie neben örtlichen Friedhöfen und Mausoleen zum Welterbe der UNESCO. Aufgrund von terroristischen Anschlägen befinden sie sich seit 2012, nachdem sie von 1990 bis 2005 bereits eingetragen waren, auf der Roten Liste des gefährdeten Welterbes.

## Geschichte
Nach der ersten Jahrtausendwende unserer Zeitrechnung entwickelte sich Timbuktu zu einer florierenden Handelsniederlassung an der wichtigen Karawanenstraße von Ägypten über Gao ins westafrikanische, von den Soninke beherrschten Reich von Ghana. Mit dem Einfall der Almoraviden im 11. Jahrhundert begann die Islamisierung am Niger und Ghana ging nieder.
Der berühmte arabische Geograph, Abū ʿUbaid al-Bakrī, beschrieb die Eroberungsfeldzüge der Almoraviden und deren umfänglichen Moscheenbau in seinem Werk Kitāb al-masālik wa-'l-mamālik (= „Buch der Wege und Königreiche“). Zwei Jahrhunderte später wurde das Malireich der Malinke zur regionalen Hegemonialmacht. Deren Zentrum lag am Oberlauf des Niger.
Berühmt wurde das Malireich nicht nur durch die Aufzeichnungen des muslimischen Forschungsreisenden Ibn Batuta. Dazu trug zuvor schon die Pilgerfahrt seines sagenhaft reichen Herrschers Mansa Musa, der den wirtschaftlichen Aufschwung und die damit verbundene kulturelle Blüte der Stadt für das 14. und 15. Jahrhundert einleitete. Ausweislich des einheimischen historischen Werkes aus dem 17. Jahrhundert, Tarikh el-Fettach, soll er sich darum bemüht haben, in Mekka Abkömmlinge des Propheten in den Sudan mitzunehmen, woraufhin sich ihm vier Männer des Stammes der Quraisch anschlossen. Geistige Eliten gründeten universitätsähnliche Standorte. Unterrichtet wurde in Moscheen. Diese standen sinnbildlich für den statthabenden Wohlstand, denn sie gehörten zum Inbegriff prächtigster Lehmarchitektur in Afrika. Mansa Musa, so wird vermutet, könnte seine Goldschatulle im Jahr seiner Rückkehr aus Mekka geöffnet haben, um die Djinger-ber-Moschee (auch Djingere-ber oder Djingereber) und die Sankóre-Moschee bauen zu lassen.

### Historische Quellen
Al-Bakrī und Ibn Batuta porträtieren Lebensausschnitte des Mansa Musa und geben Auskunft über die Nachwirkungen seiner Herrschaft, schweigen jedoch zu Fragen, die die Entstehung und Geschichte der Lehmmoscheen berühren.

#### Leo Africanus
Eine erste Beschreibung der Moscheen Timbuktus geht somit auf den zum Christentum konvertierten iberischen Mauren Leo Africanus zurück. In einem seiner Standardwerke, Descrittione dell'Africa, wird in Übersetzung ausgeführt, dass

„...in der Mitte der Stadt eine Moschee ist, die mit Steinen und Kalkmörtel gebaut und von einem Architekten aus Andalusien gebaut ist...“

 1600 wurde sein regionaler Reisebericht ins Englische übersetzt, wodurch Timbuktu zunehmend ins Bewusstsein Europas drang. Die Beschreibungen animierten dazu, Timbuktu in einem geheimnisvoll-exotischen Licht zu sehen.

#### Tarikh as-Sudan
Das 1655 in Timbuktu abgeschlossene, in Arabisch verfasste Werk des Abderrahmane Es Saâdi mit dem Titel Tarikh as-Sudan führt zu den historischen Dimensionen der Entwicklung der Stadt aus:

„Später begann man, sich an diesem Ort niederzulassen, und die Bevölkerung wuchs nach dem Willen Gottes an....Vorher war das Handelszentrum in Biru; man sah Karawanen aus allen Ländern dort zusammenkommen; und große Gelehrte, fromme Menschen, reiche Leute aus jedem Volk und jedem Land siedelten sich dort an (Ägypten, Audschila, Fessan, Ghadames, Dra, Tafilalet, Fes, Sus, Bitu)....Anfangs bestanden die Wohnstätten aus Dornhecken und aus Strohhütten; dann ersetzte man sie durch Ziegelbauten. Schließlich wurde die Stadt von sehr niedrigen Mauern umgeben, so dass man von außen sah, was sich darin abspielte. Man baute darauf eine große Moschee (Djinger-ber), die für die Bedürfnisse ausreichte, dann die Moschee von Sankóre. Wer sich beim Stadteingang aufhielt, sah diejenigen, die in die große Moschee eintraten: So wenig Mauern und Gebäude besaß die Stadt zu jener Zeit. (Anmerkungen zur Ortslage von: Audschila (Udschila/Augila): Oasenkomplex in Tripolis, heutiges Libyen, Sus (Königreich im südwestlichen Marokko mit Hauptstadt Taroudannt).)“

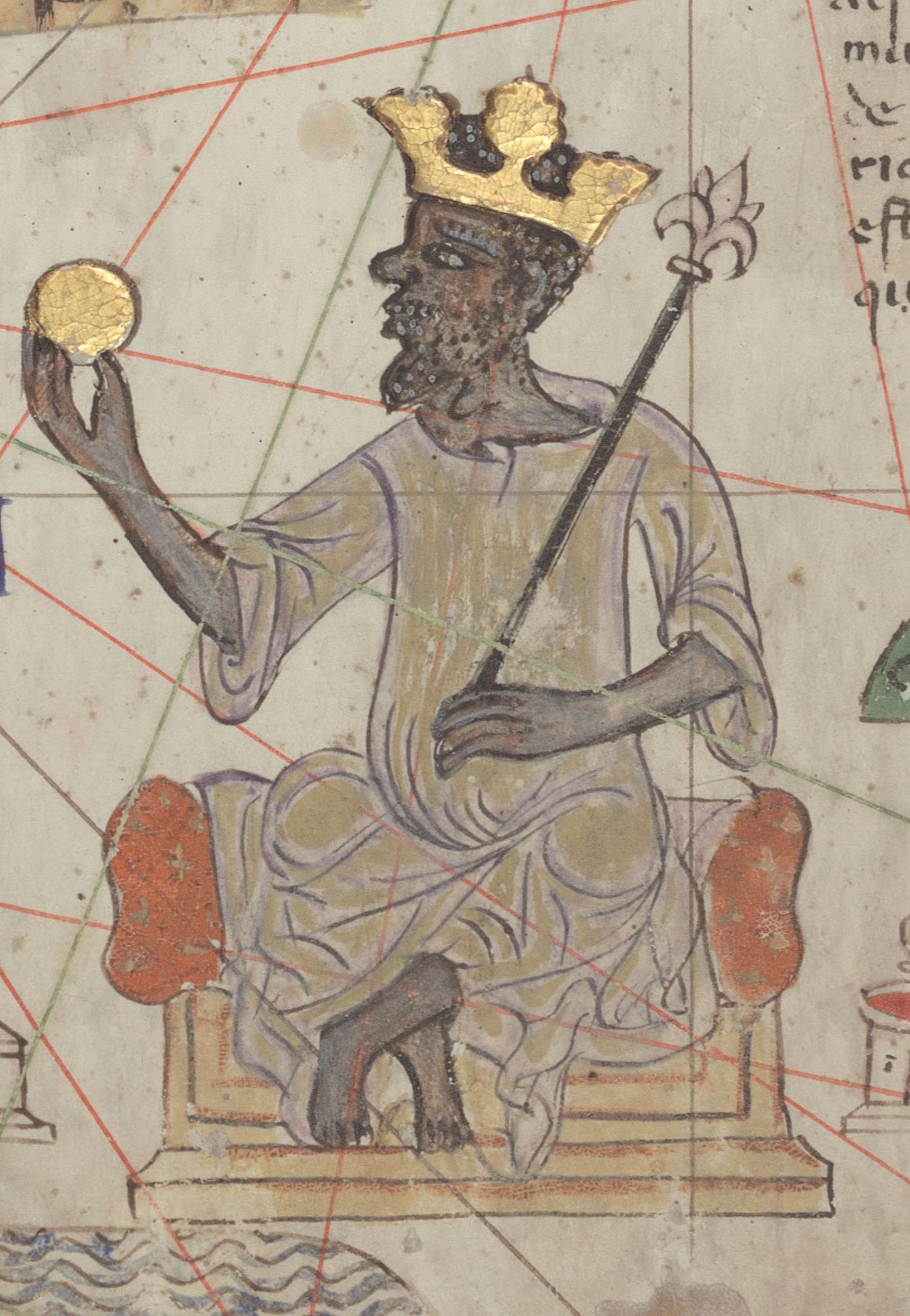
Porträt Mansa Musas, König des Malireichs und mutmaßlicher Bauherr der beiden Moscheen aus dem 14. Jahrhundert, Djinger-ber-Moschee (Freitagsmoschee) und Sankóre-Moschee (Katalanischer Weltatlas, 1375)

Es Saâdi ergänzt noch an anderer Stelle:

„Er (Mansa Musa) bemächtigte sich dieser Stadt und wurde der erste Herrscher, der sie sich untertan machte...Kanka Musa, sagt man, habe das Minarett der Moschee von Timbuktu bauen lassen...“

 Insoweit ist der Abschluss der Arbeiten an der großen Moschee, Djinger-ber, gemeint. Das Werk geht übrigens nicht, wie noch von Heinrich Barth fälschlicherweise angenommen, auf den malikitischen Rechtsgelehrten Ahmad Bābā zurück, wenngleich dessen in die Schriftensammlung eingebrachte Arbeiten den Tarikh as-Sudan nachhaltig mitprägen.

An anderer Stelle teilt es mit, dass die ersten Vorbeter der großen Moschee während der Mali-Herrschaft und teilweise noch während der Tuareg-Epoche „Schwarze“ gewesen seien, überhaupt sei Timbuktu

„...voll von schwarzen Studenten gewesen, die sich eifrig um die Wissenschaft und die Tugend bemühten...“

 Diese Aussage verblüffte zunächst insoweit, als in der Zusammenschau beider Bücher vornehmlich Berber und Araber als Gelehrte Timbuktus erwähnt sind. Publizist Es Saâdi, seiner Herkunft nach selbst Berber, fiel das anlässlich seiner die Regierungsgeschäfte für die Stadtverwaltung begleitenden Tätigkeit als Imam der Sankóre-Moschee, gleichsam kraft Amtes auf, denn er musste sich nicht auf eine der vielfältigen mündlichen Überlieferungen stützen, sondern war persönlich Bezeugungsquelle.

Zur später entstandenen Sidi-Yahia-Moschee hält der gleiche Chronist fest:

„Mohammed Naddi ließ die wohlbekannte Moschee bauen und setzte als Imam seinen Begleiter und Freund Sidi Jahja at Tadelsi ein. Beide Freunde starben zur selben Zeit gegen das Ende der Tuareg-Herrschaft...Man beerdigte beide nebeneinander in derselben Moschee.“

#### Tarikh el-Fettach
Über den Beginn der Islamisierung der Stadt Timbuktu gibt es keine Zeugnisse. Der Tarikh as-Sudan lässt lediglich wissen, dass Za-Kosoi, der 15. Herrscher der von einem jemenitischen Flüchtling begründeten Dynastie der Za, 1009/10 zum Islam konvertiert war. Die auf die Verfasser Ibn al-Mochtar und Mahmud Kati zurückzuführende Chronik des Tarikh el-Fettach bestätigt dies. Offen bleibt, ob die Jahreszahlen korrekt sind, denn Afrikanisten und Epigraphiker wie John Hunwick oder Jean Sauvaget verlegen die Begebenheit auf einen deutlich späteren Zeitraum zwischen 1078 und 1087. Alle zusammengetragenen Informationen der beiden Chroniken beruhen hierzu auf ausschließlich mündlichen Überlieferungen. Knapp 50 Jahre zuvor jedenfalls, so führt der Tarikh el-Fettach für Gao und damit erst recht für Timbuktu sinngemäß aus:

„Im Jahr 961/2 waren die Herrscher Goas Ungläubige.“

Habhaft ist erst die Ausführung des Tarikh el-Fettach zur Sankóre-Moschee:

„Die Moschee von Sankóre wurde von einer Frau errichtet, einer großen, frommen und sehr reichen Dame, die darauf erpicht war, gute Werke zu tun, wie man sagt; aber wir wissen nicht, zu welcher Zeit diese Moschee erbaut wurde.“

 Über diese Frauenperson ist lediglich deren Stammeszugehörigkeit zu den Aghlāl bekannt. Von diesen wird heutzutage bisweilen behauptet, dass sie auf den Kalifen Abū Bakr zurückzuführen seien; tatsächlich gehen die Aghlāl eher auf den urberberischen Stamm der Sanhadscha (Lamtuna) zurück, was einleuchtet, wenn man sich vergegenwärtigt, dass viele Angehörige dieses maghrebinischen Berbervolkes sich aus dem bedeutungsloser werdenden Handelsknotenpunkt Walatas lösten, um sich in das südlich gelegene Timbuktu zu orientierten. Angehörige der Sanhadscha Timbuktus (sog. Kunta) behaupten ihrerseits, Erben des ʿUqba ibn Nāfiʿ zu sein. Vornehmlich stellten sie in der Sankóre-Moschee die Imame, dies in abweichender Praxis zur Djinger-ber-Moschee, deren Imame sich neben Arabo-Berbern aus Fulbe und Kābarīs rekrutierten.
Mansa Musa soll einen künftigen Imam der Sankóre-Moschee zur Ausbildung nach Fez geschickt haben, was den Schluss zulässt, dass der Stand der islamischen Bildung am Niger noch sehr rudimentär war.

### Mutmaßungen

#### Bauliche Errichtung
Wann die drei Moscheen errichtet wurden, kann bis heute nicht zuverlässig datiert werden. Die archäologische Forschung hat sich dieser Frage zudem noch nicht abschließend gestellt. So bestehen lediglich zeitliche Eingrenzungen, die auf wiederum auf den vagen historischen Quellen beruhen. Fest steht allerdings, dass die Moscheen mehrfach durch Um- beziehungsweise Neubau verändert wurden. Betroffen sind die verbliebenen Moscheen Djinger-ber, deren Erbauungszeit um 1325/1327 vermutet wird (1325 unterwarf Mali für kurze Zeit Songhai und besetzte Timbuktu), möglicherweise bereits in das  13. Jahrhundert zurückzudatieren ist, die Sankóre, die ebenfalls zur Zeit der Mali-Herrschaft erbaut worden sein soll, grundsätzlich also zwischen 1325 und 1433, sowie die Sidi-Yahia, die dem Jahr 1440 zugeordnet wird. Drei weitere Moscheen, die näherungsweise aus der Zeit stammen, El-Hena, Kalidi und Algourdour-Djingareye, sind zerstört.
Es liegen keine Kenntnisse darüber vor, wie der Moscheenbau geplant wurde. Die Stadt-Chronik Tarikh el-Fettach berichtet allenfalls von einem gewissen Qādī El-Aqib (Rechtsgelehrter von Timbuktu), der Ende des 16. Jahrhunderts den Auftrag erhalten haben soll, die Moscheen wiederherstellen beziehungsweise, soweit nicht zerstört, restaurieren zu lassen.

#### Bibliothekswesen

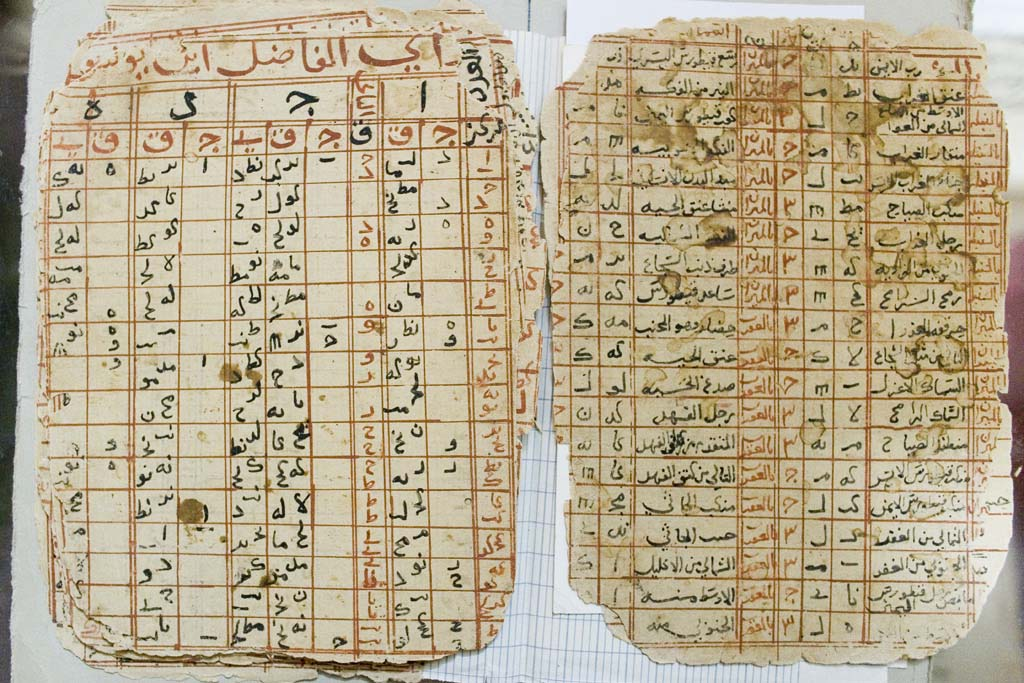
In den Moscheen wurden zahlreiche Manuskripte aus dem Mittelalter aufbewahrt; hier: Manuskript mit astronomischem und mathematischem Text.

Die Moscheen sollen große Bibliotheken beherbergt haben. Aus dieser stammende Bücher werden in der Forschungseinrichtung IHERI-AB verwahrt. Von etwa 100.000 aufbewahrten Handschriften stammt die Mehrheit aus dem 13. bis 16. Jahrhundert, abgefasst bisweilen in den lokalen Sprachen Songhai, Tamascheq und Bambara. Das älteste datierbare Dokument stammt aus dem Jahr 1204. Songhai-König Mohommed Ture der Große im 16. Jahrhundert soll der Djinger-ber-Moschee kostbare Koranausgaben zugewandt haben. Um 1900 sind größere Teile des Bestandes der Sankóre verloren gegangen, als angesichts der französischen Besatzung, muslimische Gelehrte die Stadt verlassen und dabei den  Bibliotheksinhalt mitgenommen hatten. Mehrfach ist davon die Rede, dass die Moscheebibliotheken zwischen 400.000 und 700.000 Bücher aufgenommen haben sollen. Der Afrikaforscher John O. Hunwick, der sich in den späten 1960er Jahren mit der Frage der Zuordnung der vorhandenen Manuskripte auseinandergesetzt hatte, musste letztlich von einem zuverlässigen Befund absehen.

## Gemeinsame Architekturmerkmale der Lehmmoscheen

### Klassischer Bautyp
Die drei Moscheen sind im Stile klassischer Moscheen-Architektur erbaut. Es finden sich Gebetsnischen, Hauptgebetshallen mit Betraumgebäuden, galerienflankierte Innenhöfe und Minarette. Sie weisen ebenso deutlich Elemente der Region auf, die wiederum das nördliche Niger-Binnendeltas prägen. Als Baumaterial diente Lehm, der spezifisch geformt wurde. Die Moscheen veranschaulichen die Besonderheiten der Architekturprovinz des West- und Zentralsudans. Sie prägen eine selbständige Stilregion, innerhalb derer sich Formkonzeptionen und geäußerter Gestaltungswille bisweilen erheblich voneinander unterscheiden können.

### Hof-Moscheen-Typ
Kuppel-Moscheen, wie sie in den zentralsudanesischen Regionen Nigers und Nigerias anzutreffen sind, finden sich in Mali kaum. Ebenso wenig herrschen Doppelturm- oder Kegeldachmoscheen vor, wie man sie in der Volta-Niger-Region der Elfenbeinküste und Ghanas findet, beziehungsweise in der Region Oberniger mit Togo und Guinea. Für Timbuktu in der Region Mittelniger ist die Orientierung am frühislamischen Vorbild der Hof-Moschee festzustellen. Hof-Moscheen finden sich im gesamten Scheitel des Nigerbogens (Nigerknies) zwischen Ségou und Gao, sowie den dazugehörigen Randzonen.

### Mittelnigrische (sahelische) Besonderheiten
Die Djinger-ber-Moschee und die Sankóre-Moschee sind dabei charakteristischerweise im sahelischen Stil erbaut. Die Pfeilermauern bestehen aus Lehm und es liegt ein Flachdach auf. Charakteristisch sind die hervorstehenden „Spickbalken“ (in Songhai: toron), die die Außenwände prägen. Sie bilden ein Außengerüst für Renovierungsmaßnahmen an der Außenhaut der Moscheen. Zur besseren Bekletterbarkeit bestehen sie oft in doppelter Ausführung. Das Holz stammt von Doumpalmen und Akazienarten. Andernorts im mittelnigrischen Raum wird auch die äthiopische Palmyrapalme verwendet. Für die Statik haben die toron-Balken keine Bedeutung, sind aber von hohem dekorativen Wert.
Beide Moscheen sind aus rechteckigen Ziegeln erstellt, die mit Holzgussformen gebildet wurden. Andere Attribute wie Röhren und Kugeln wurden manuell gefertigt. Die Sidi-Yahia-Moschee lässt den gleichen Baustil nur noch im Kern des Minaretts erahnen, nachdem sie im 20. Jahrhundert vollständig verkleidet wurde. Bis zu ihrer Abschaffung wurden Sklaven eingesetzt. Heftige Regenfälle, Sandstürme und Wanderdünen setzten den Gebäuden immer wieder zu. Die historische Quelle des Tedzkiret en Nisian bezeugt, dass das Minarett der Sankóre-Moschee 1678 eingestürzt gewesen war. Die Minarette stehen bei diesen Moscheen nicht frei, sondern thronen auf den Gebäuden.
Als Besonderheit der Moscheen fällt ihre architektonische Schlichtheit auf, die gestreckt-flächig und erdverbunden wirkt. Im Nigerknie und dessen benachbarten Regionen bis zu den Quellflüssen des Volta, verstärkten Mauervorlagen die Wände der Anlagen und gliederten als Lisenen oder Halb-/Eckpfeiler die Fassaden. Zwar sind Strebemauern heute selten anzutreffen, nehmen an alten Moscheen aber typischerweise noch den Seitenschub auf (gut erkennbar in den beiden historischen Aufnahmen oben). Die kräftigen Eckpfeiler dienten nicht allein als architektonischer Zierrat, sondern vornehmlich der Stabilisation. Ansonsten enthalten sie weder reiche Dekorationen, Fliesen oder kunstvolle Holzschnitzereien, noch beleben – abgesehen von einem Kronleuchter in der Sidi-Yahia-Moschee – schwere Hängelampen das Moscheeninnere. Strenge und Schmucklosigkeit erinnern somit ebenfalls an die frühislamische Hofmoschee. Rauten- und Ritzmuster sowie ausgehöhlte Straußeneier auf den Minarettspitzen prägen (teils auf grün lasierter Keramik) den einfachen örtlichen Baustil.

### Welterbekriterien
Im Dezember 1988 befand das Welterbekomitee in Paris das besondere Schutzbedürfnis ausgewählter Teile der Altstadt Timbuktus; dies aufgrund folgender Kriterien:
Kriterium II: Timbuktus heilige Plätze legen lebendiges Zeugnis früher afrikanischer Islamisierung ab.
Kriterium IV: Timbuktus Moscheen deuten in kultureller und wissenschaftlicher Hinsicht auf ein Goldenes Zeitalter während des Songhaireiches hin.
Kriterium V: Die Architektur der Moscheen, bis heute zumeist im Original erhalten, ist tief mit der traditionellen Bauweise verwurzelt.

## Die welterbegeschützten Moscheen im Einzelnen

### Djinger-ber-Moschee (Freitagsmoschee)

#### Baugeschichtliche Ergänzungen

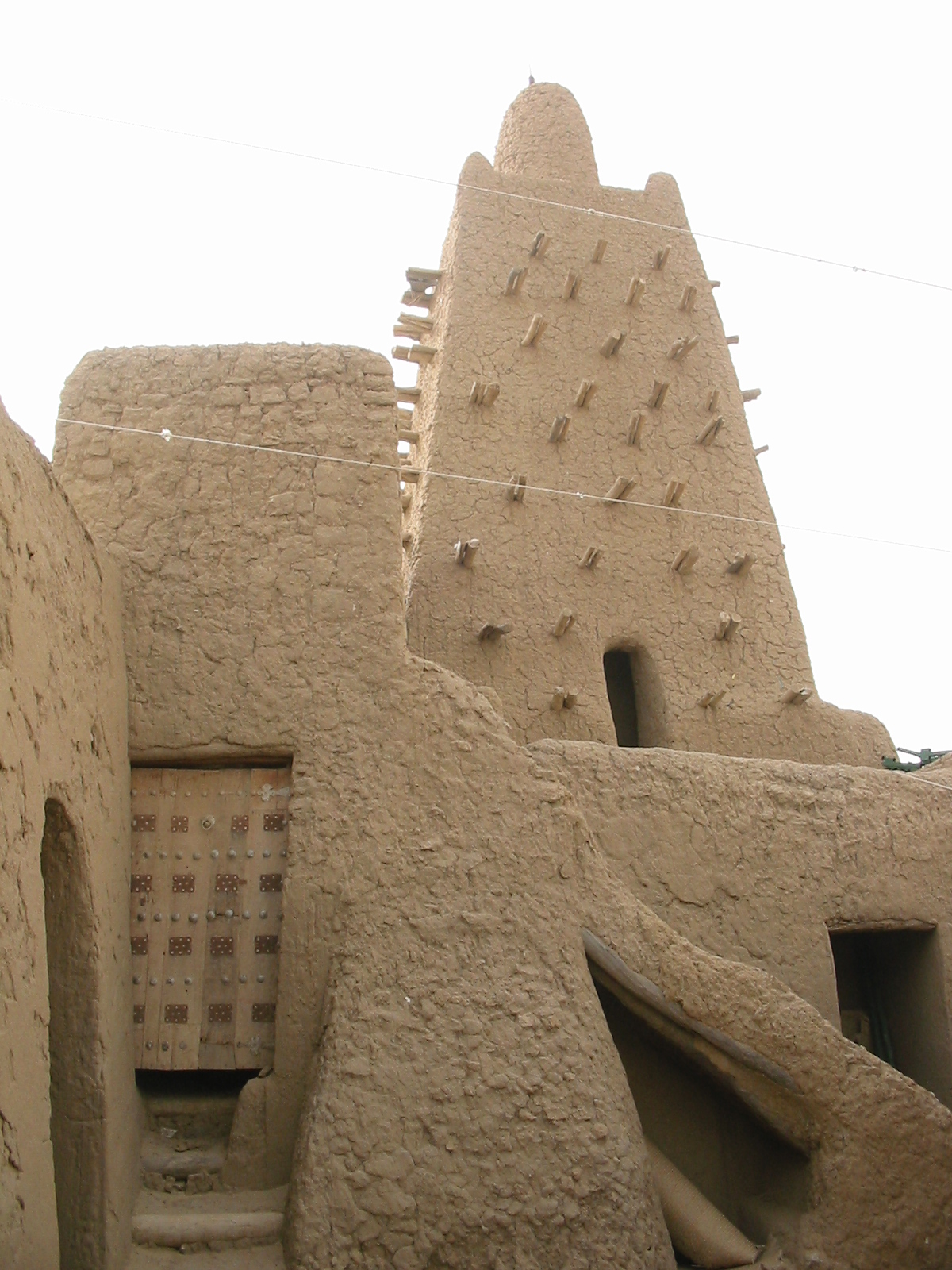
Teil-Außenansicht der Djinger-ber-Moschee (2005)

Die Djinger-ber-Moschee wird dem aus Granada stammenden, andalusischen Architekten Abu Eshaq Es-Saheli al-Touwaidjin zugeschrieben, der das Bauwerk 1325 errichtet und dafür 40.000 Mit(h)qal erhalten haben soll. Veranlasst wurde der Bau mutmaßlich durch Mansa Kankan Musa, dem sagenhaft reichen König von Mali, nachdem dieser von einer Pilgerreise im selben Jahr aus Mekka zurückgekehrt war und den Architekten dort gleich zur Mitreise bewegen konnte. Der islamische Historiker Ibn Chaldūn lässt einen Augenzeugen in seiner Schrift Ibn Khaldun: Histoire des Berbères (Bd. II) berichten, „dass Abu Eshaq Es-Saheli al-Touwaidjin ein in mehreren Berufen sehr gewandter Mann gewesen sei, der aus allen Quellen seines Talents geschöpft habe, indem er mit für die Region unbekannten Materialien und Farben Denkmäler baute, die den König verzückten.“ Der deutsche Afrikaforscher, Historiker und Timbuktu-Reisende Heinrich Barth hingegen berichtete, dass er eine zu seiner Zeit noch erkennbare Inschrift oberhalb des Haupttors notiert habe, die das Jahr 1327 und den Namen Mansa Moussas erwähnte.
Mangels (schriftlicher) Quellen muss heute die Frage offenbleiben, ob die Moschee vor den Jahren 1325/27 bereits einen Vorgängerbau hatte. Die zeitliche Folge der einzelnen Bauabschnitte wurde bis zuletzt kontrovers diskutiert, so wird von Raymond Mauny die Auffassung vertreten, dass im westlichen Teil der Moschee, in der Mihrāb-nahen Bausubstanz, älteste Fundamente bestimmt werden könnten. Gegenmeinungen sehen aufgrund der Geschlossenheit der einzelnen Bauteile in dieser Aussage Widersprüche. Zur Klärung, ob heute noch originäre Bauteile vorhanden sind, wären 14C-Datierunguntersuchungen notwendig.
Ein erweiterter Neuaufbau soll auf Qādī Al-Aqib zurückzuführen sein, der 1569/70 das Bauwerk vervollständigte. Weitere Baumaßnahmen erfolgten 1678, 1709 und 1736. In dieser Zeit erhielt die Djinger-ber-Moschee drei Innenhöfe und zwei Minarette. 1990 wurde sie erstmals auf Rote Liste des gefährdeten Welterbes gesetzt.

#### Architektur

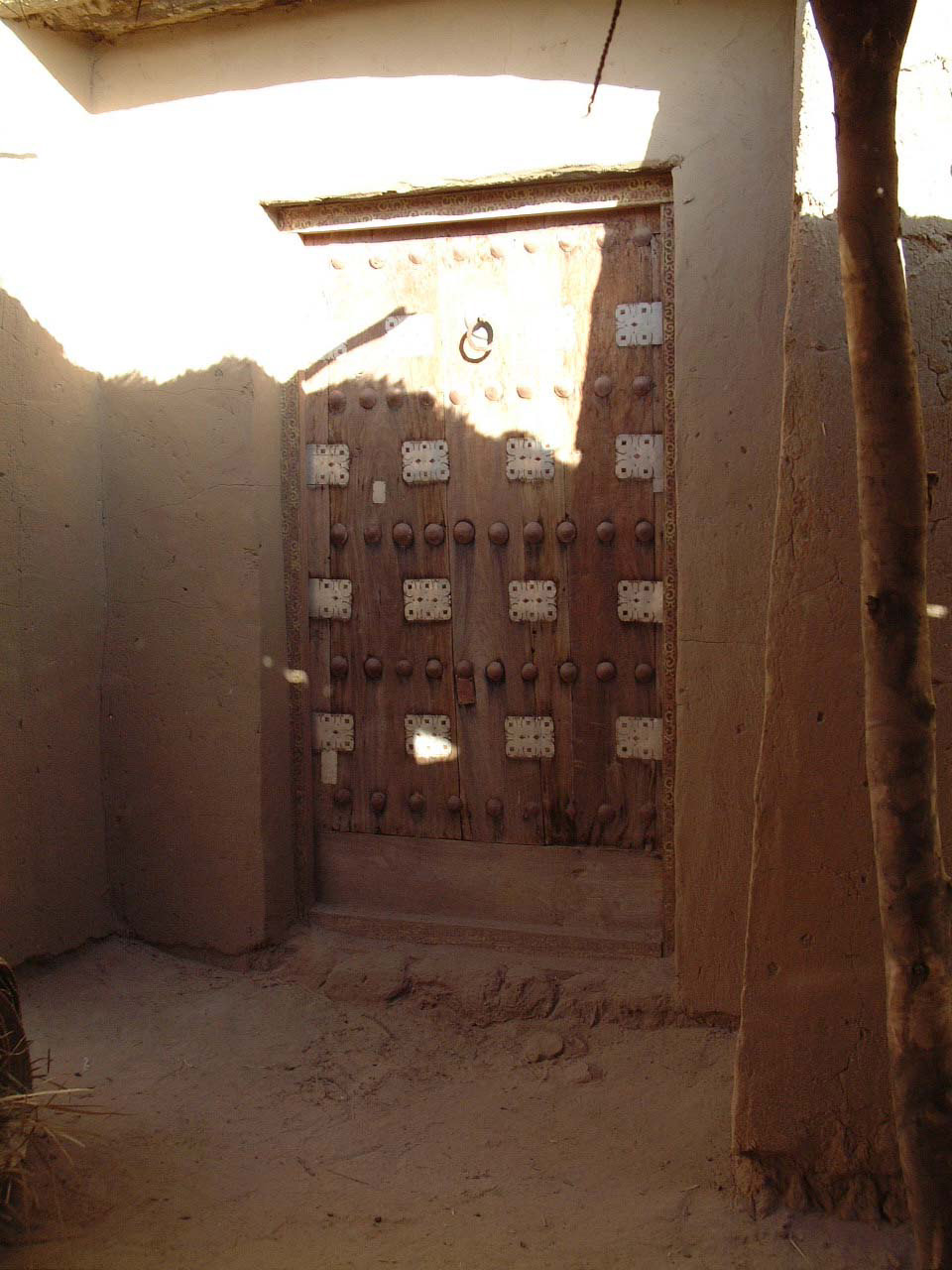
Eine der Pforten zum Betraumgebäude

Die Moschee gilt nicht nur als die älteste, sondern auch bedeutendste der Stadt. Es handelt sich um eine Hof-Moschee im typischen Baustil der Mittelniger-Region. Die Gesamtanlage umfasst, bei trapezartigem Grundriss, eine Fläche von 3200 Quadratmetern, mit den Maßen von 35 Metern (Südmauer), 52 Meter (Ost), 40 Metern (Nord) und 44 Metern (West). Die starke Hälfte davon entfällt auf die Innenfläche des Betraumgebäudes, das eine ausgeprägte Queranlage darstellt. Der 9 Meter hohe, kegelförmig-spitz zulaufende Mihrāb-Turm steht exzententriert und hat seitlich eine Minbar-Ecke. 

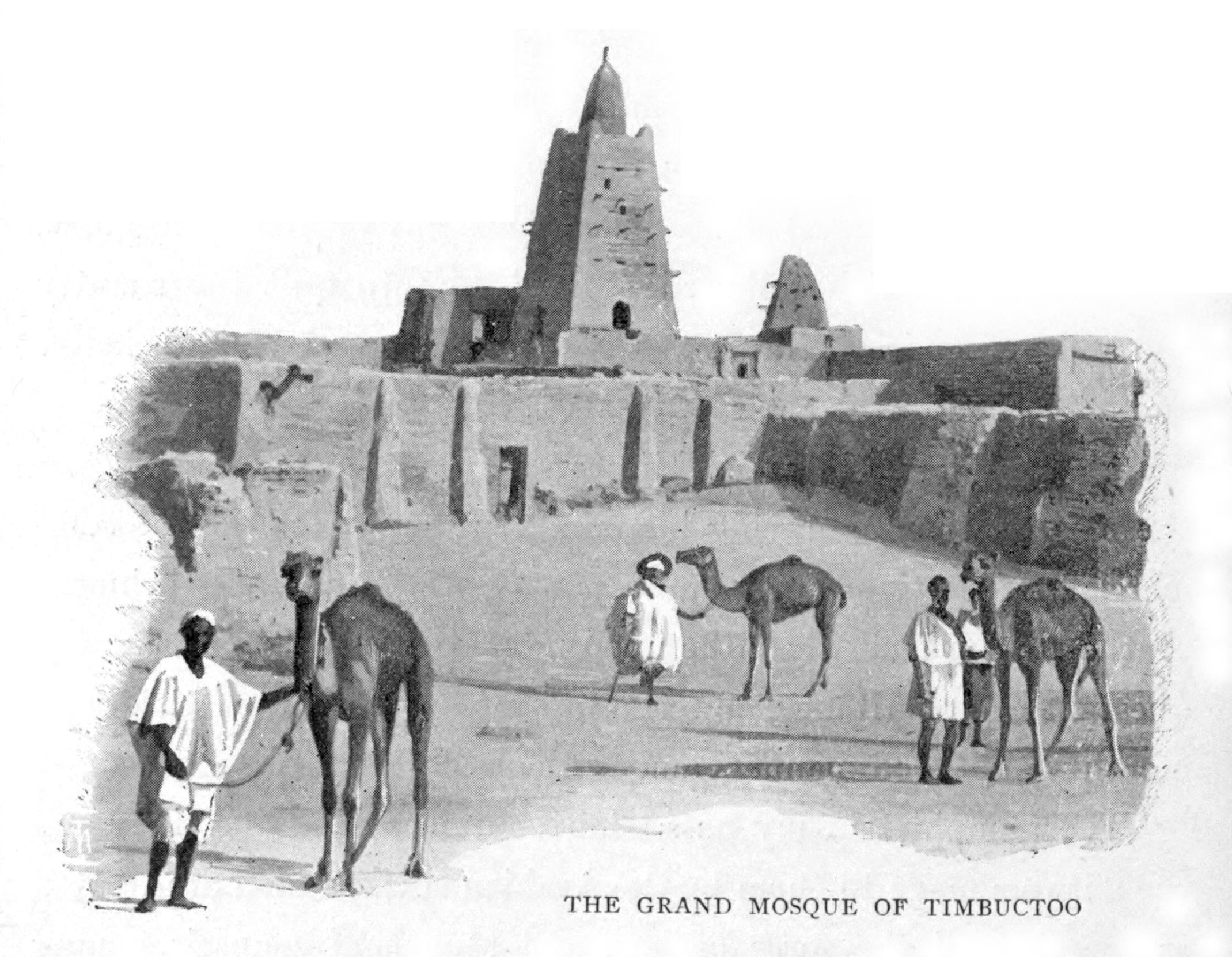
Djinger-ber-Moschee (Félix Dubois 1896, aus: Tombouctou la Mystérieuse)

 Die Decke über der Qibla-Wand ist im Mihrāb-Bereich angehoben. Oberhalb der Dachterrasse dient die Fensteröffnung (mit geschnitztem Holzrahmen) eines Aufbaus der Belüftung sowie Beleuchtung des Mihrāb. Im gesamten Turm findet sich Astholz verarbeitet. Den Turmabschluss bildet ein Straußenei. Die Außenfassaden sind durch unterschiedlich breite und starke Vormauerungen gegliedert. Auffallend sind kubische Zinnen und Höhengliederungen durch Lisenen. Alle vier Zugänge zum Betraum haben mit zum Teil mit Schnitzwerk versehenen Rahmen, Holztüren. Der Innenraum der komplexen Anlage hat neun Transversalschiffe. Die Moschee hat zudem zwei verschieden große Höfe, einen kleinen im Norden und einen weitläufigeren auf der Westseite der Anlage. Der an der Westseite des Betraumgebäudes anschließende Hof fällt sofort mit ungleichmäßigem Bodenrelief auf, dessen Ursache regelmäßige Sandverwehungen sind. Vom nördlichen Hof aus ist der Zugang zum Dach und weiter zum Minarett der Moschee möglich. Die Galerie ist teilweise ohne Dach. Das Minarett hat die Form eines Pyramidenstumpfes und ist 15 Meter hoch. Auf die Turmterrasse setzt eine kegelförmige Spitze auf.
Der Zustand der Moschee war Anfang der 1980er-Jahre gekennzeichnet durch fortschreitende Verwitterung an allen Außenfassaden. Die Treppen zum Dach waren eingestürzt, mindestens jedoch baufällig. Das Blendmauerwerk besteht aus Kalkstein (Diatomit) und Lehmmörtel an der Ostfassade. Eine Notiz in der Feldskizze von Leo Frobenius (August 1908) wies noch irrtümlich darauf hin, dass das Blendmauerwerk aus Salzsteinen hergestellt sei, das auf Kamelen und unter kostspieligen Bedingungen aus den Salzbergwerken von Taoudenni bezogen worden sei. Starke Verwitterung wies zudem der Mihrāb-Turm auf. Seit Dezember 1996 werden deshalb im Rahmen des „Safeguard Projects“ (UNESCO) Restaurierungen vorgenommen.

### Sankóre-Moschee

#### Ergänzende Baugeschichte

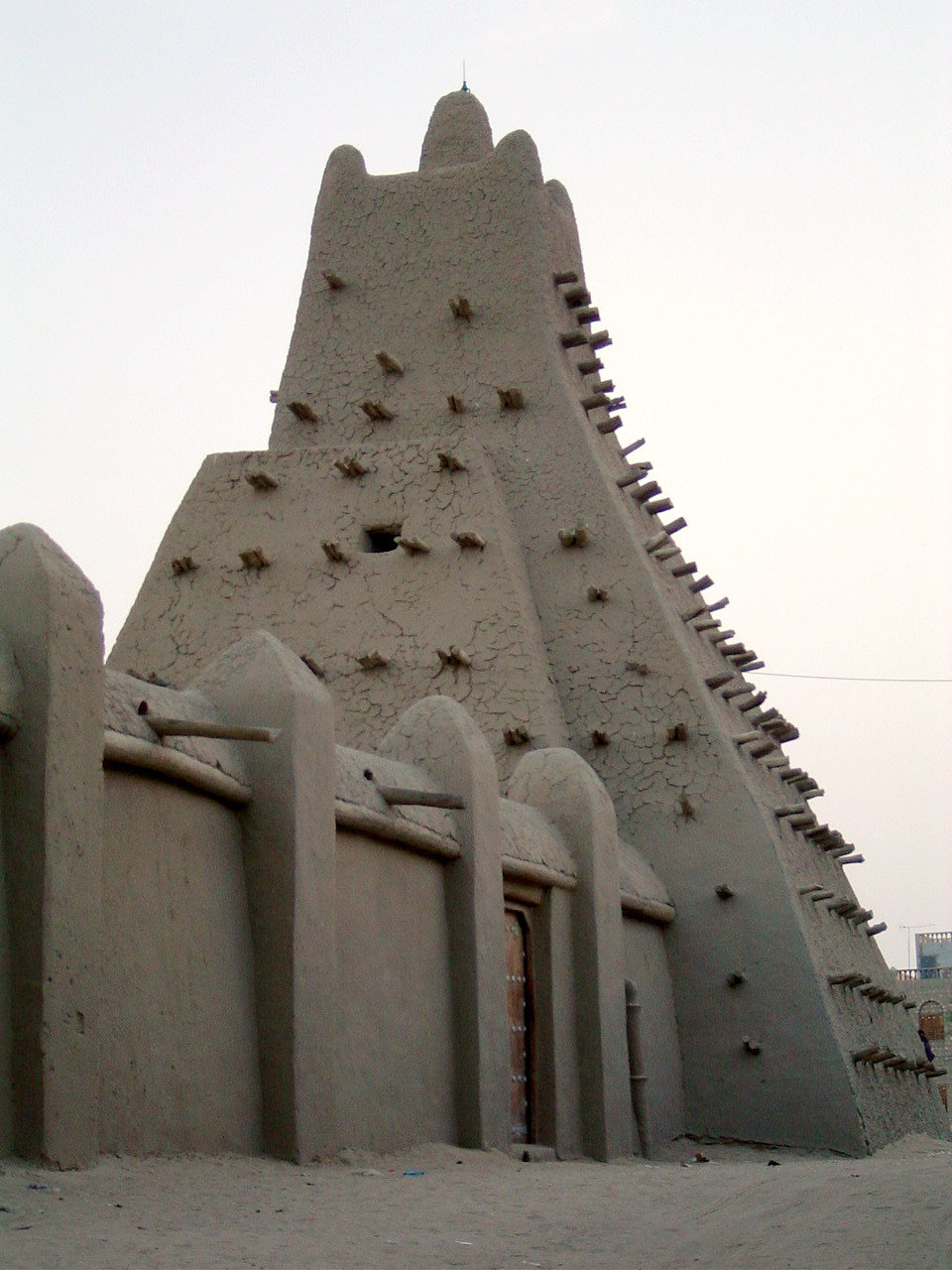
Außenansicht der Sankóre-Moschee (2007)

Im gleichnamigen Viertel Sankóre (Songhai: Weiße Meister), am Nordrand der traditionellen Stadt Timbuktu, liegt die Sankóre-Moschee. Die Erbauung der Moschee fällt in die Zeit des Mali-Reiches. Vermutet wird der Baubeginn kurz nach der Erstellung der Djinger-ber-Moschee. Qādī Al-aqib, der auch Hand an die Djinger-ber-Moschee gelegt haben soll, stellte die Moschee zwischen 1578 und 1582 wieder her, nachdem der Vorgängerbau wohl zerstört worden war.

#### Architektur

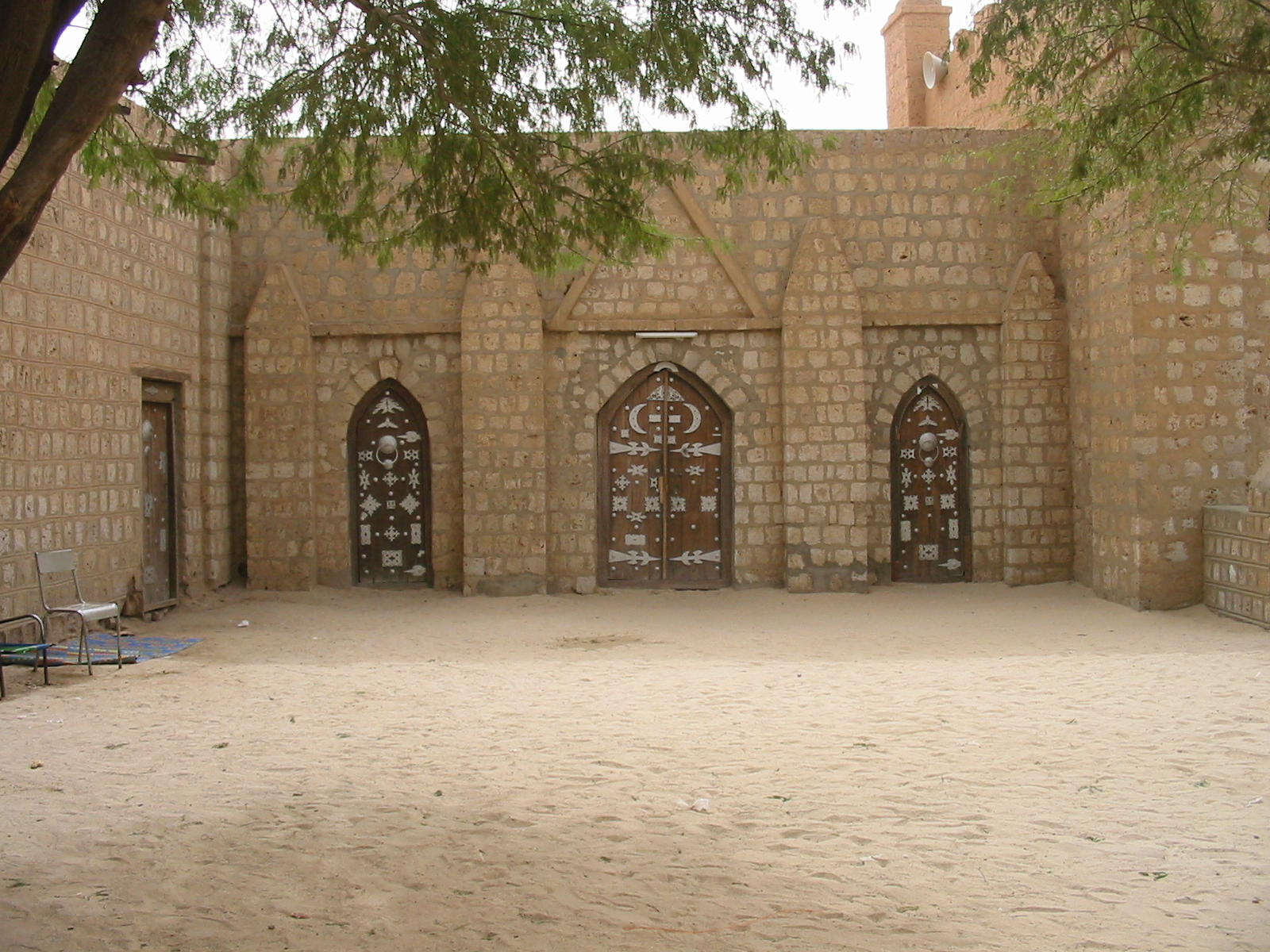
Madrasa der Sankóre-Moschee (2005)

Sie ist  mit einer Gesamtfläche von 1180 Quadratmetern kleiner als die Djinger-ber-Moschee, bei Maßen von 31 Metern (Südmauer), 28 Metern (Ost), 31 Metern (Nord sowie West). Die Wände umfassen einen Innenhof von 13 m². Die Moschee gilt als Prototyp islamischer Bauten in Subsahara-Afrika. Sie hat ein pyramidenförmiges Minarett mit einer Höhe von 14 Metern. Der Moschee wird nachgesagt, dass sie für die Region das Zentrum der islamischen Lehre beherbergt hatte.

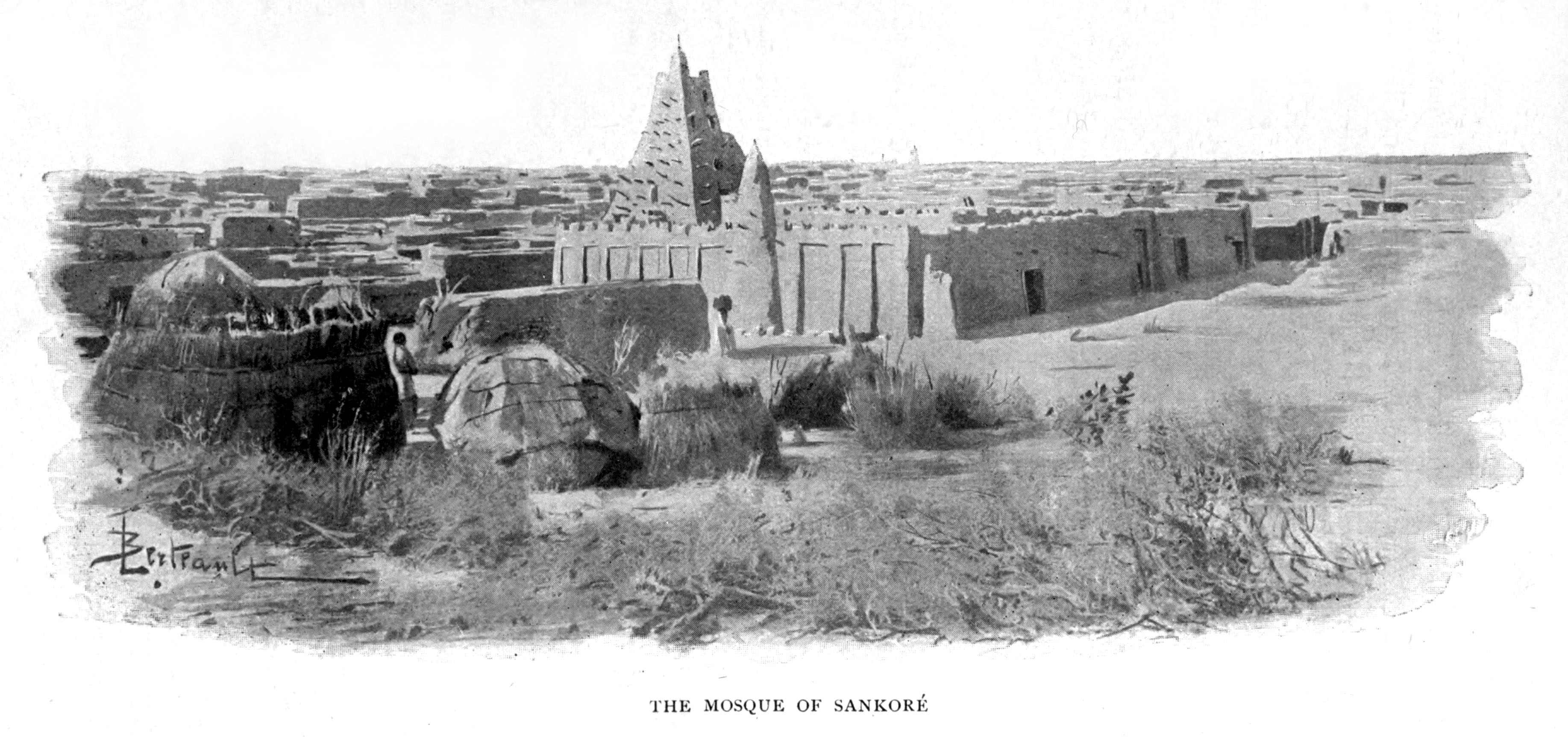
Sankóre-Moschee (Félix Dubois 1896, aus: Tombouctou la Mystérieuse)

Qādī Al-aqib soll in Mekka die Kaaba mit Schnüren vermessen haben und diese Schnüre zur Grundrissbildung des Innenhofs der Sankóre-Moschee ausgelegt haben, um die Außenmaße des islamischen Heiligtums (tatsächliche Grundfläche 11,03 m × 12,62 m) auf Timbuktu zu übertragen. 1678 stürzte das Minarett ein. 1709/10 und 1732 und in den 1900er-Jahren (insbesondere 1908) erfolgten Bauarbeiten. Im Innenraum wurden baufällige Arkaden durch einfache, aber sehr durable Balkenunterzüge ersetzt. 1952 wurde das Moscheedach angehoben und die Ostseite in den Folgejahren verkleidet, nachdem festgestellt worden war, dass der Sand bis zum Dach der Moschee stand, dasselbe gesprengt und die Wände des Moscheeinnern zerstört hatte. Dabei wurde augenfällig, dass die Ostfassade der Moschee zuletzt mit Kalkstein ummantelt gewesen war. Heutzutage ist der Zutritt zur Moschee von Westen unmöglich.
Es handelt sich auch hier um eine Hof-Moschee. Sie hat nur einen Hof. Dieser liegt als Innenhof im Zentrum der Anlage. An der Südseite liegt das Minarett. An der Ostseite lässt sich per einläufiger Freitreppe das Dach der Moschee erklimmen. Das Betraumgebäude fußt auf einem unregelmäßigen Grundriss. Auch hier steht der Mihrāb-Turm exzentrisch. Der einst zuckerhutförmige Turm ist heute zylindrisch, stufenförmig. Er weist Steinverkleidung auf und das Gebälk besteht aus dickem Knüppelholz. Die Fassadengliederung der östlichen Außenwand weist weitläufige Lisenenstellungen auf sowie kubische Zinnen mit pyramidenförmiger Spitze. Die Holztüren haben Metallbeschlag im maurischen Stil. Der Innenraum des Gebäudes ist gekennzeichnet durch vier Transversalschiffe, deutlich hervorgehoben bei den ersten beiden Schiffen. Der Mihrāb hat eine rechteckige Grundfläche und schließt horizontal ab. darüber liegt eine ebenfalls horizontale Blendnische. Die Balkendecke besteht aus Borassus-Stämmen. Das Minarett weist die Form eines zusammengesetzten Pyramidenstumpfes mit breiter Basis auf. Die Brüstung der Dachterrasse verzieren kleine Eckzinnen.
Säulen im Innern der Moschee grenzen den Winter- vom Sommergebetsraum ab. Laut der Tarik-el-Fettach-Chronik soll der nördliche Teil der Moschee den Studenten als Universität zur Verfügung gestanden haben (Sankoré Universität). Ein permanentes Problem stellte für das Gebäude die schnelle Versandung der Räumlichkeiten dar. Obwohl die Moschee lediglich geringe Erosionsspuren an den Außenfassaden aufweist und nur geringfügige Schäden im Blendmauerwerk zu attestieren sind, lässt sich auf der Westseite der Moschee (von innen) zuletzt deren Verfall eindrücklich studieren. Das malische Kultusministerium finanzierte deshalb in Zusammenarbeit mit der Cultural Mission for Timbuktu und dem Komitee der Moscheenverwaltung die Renovierung. 1996 nahm sich das UNESCO World Heritage Centre des weitergehenden Schutzes auch dieser Moschee an.

### Sidi-Yahia-Moschee

#### Ergänzende Baugeschichte

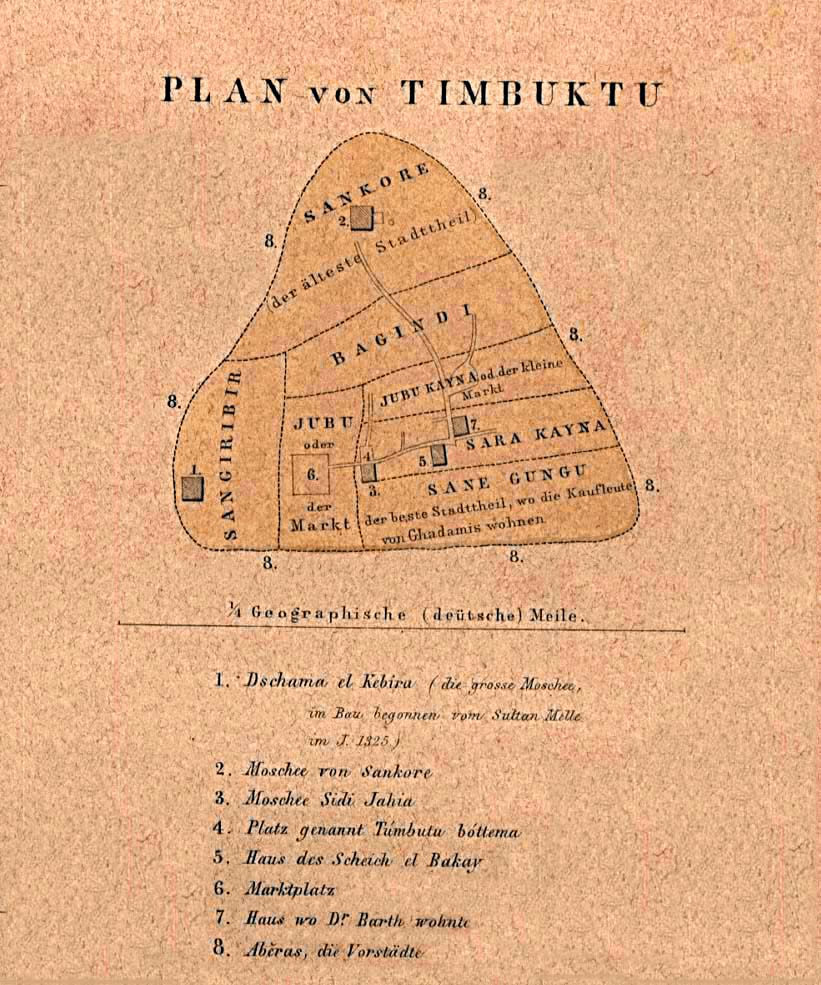
Lageplan der drei Moscheen; unter 3. ist die Sidi-Yahia-Moschee aufgeführt; der angegebene Maßstab von 1/4 geographischer (deutscher) Meile entspricht etwa 1945 Metern.

Die Sidi-Yahia-Moschee liegt in der Innenstadt Timbuktus. Aus drei Himmelsrichtungen grenzen Wohngebiete an. Sie ist die am besten erhaltene Moschee der Stadt und soll auf Marabout Muhammad Naddi (Sheik El Mokhtar Hamalla) zu Beginn der Tuaregherrschaft (1432 bis 1468) zurückzuführen sein, wobei die Namensgebung auf dessen Freund, den Imam Sidi-Yahya (Sidi Yéhia El Tadlissi) zurückgeht. Muhammad Naddi und Sidi-Yahya sollen im Osttrakt der Moschee beigesetzt sein. 1577–1578 wurde das Heiligtum von Elhadj El-Aqib restauriert, der auch für spätere Baumaßnahmen an den beiden vorgenannten Moscheen verantwortlich war. 1939 wurden der Zinnenturm des Minaretts umgebaut und die Portal-Tore spitzbogenförmig umgestaltet. Im selben Jahr erhielt die gesamte Anlage eine Kalksteinverblendung (Diatomit). Die Moschee umfasst drei Säulenreihen in den Wintergebetsräumen. Zudem besteht ein Hof für die Sommergebete. 1989 wurde auch die Sidi-Yahia-Moschee im Rahmen des Projekts „Safeguard of the Timbuktu Mosques“ auf die Rote Liste des bedrohten Weltkulturerbes gesetzt.

#### Architektur
Die Gesamtanlage erstreckt sich über eine Fläche von 1460 Quadratmetern. Die Moschee ist nach mittelnigrischem Vorbild eine Hof-Moschee. Die Hof-Anlage selbst hat einen unregelmäßigen Grundriss, weil sie an der südöstlichen Seite durch natürliche Hindernisse eingeengt wird. Auffallend im Hof ist ein alter Baumbestand mit Wüstendatteln entlang der Längsseiten der Moschee. Der zylindrisch-stufenförmige Mihrāb-Turm misst 5,8 Meter Höhe, das mit kubischen Zinnen ausgestattete Minarett 8,6 Meter. Die Hofmauer ist über 2 Meter hoch. Der Südteil der Mauer erstreckt sich dabei über eine Länge von 30 Metern. Im Osten wie im Norden ist sie 31 Meter lang und im Westen 30 Meter. 1939 wurde die Moschee von französischen Architekten rundum erneuert, wobei fester Lehm, sogenannter Timbuktu-Stein Verwendung fand. Als besonders bearbeitetes Material fand dieser Stein in der Architektur nur am Ort Verwendung, nicht hingegen in anderen Städten der Region. Das Betraumgebäude ist als Queranlage konzipiert. Die Zugänge sind durch Holztüren mit metallenen Zierbeschlägen gesichert. Der Innenraum der Moschee wird durch vier Transversalschiffe gegliedert, die Durchgänge sind rechteckig. Im ersten Schiff hängt ein Kronleuchter.

## Zerstörungen durch Islamisten im Jahr 2012

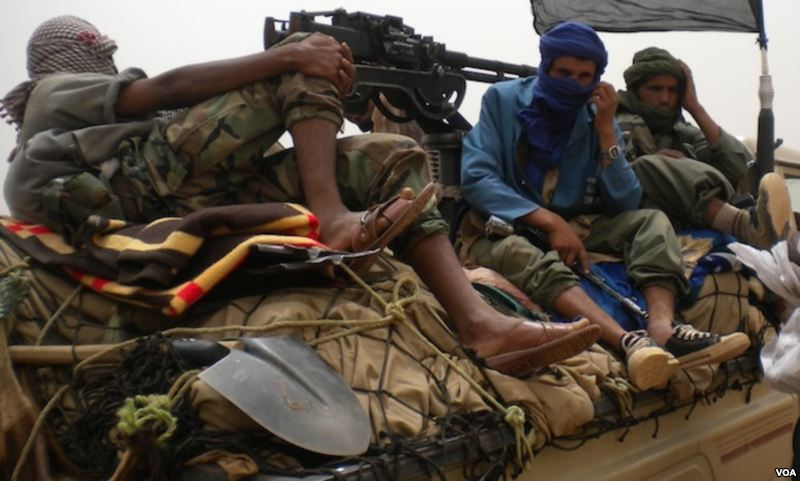
Ansar Dine-Rebellen auf einem Technical-Kampfwagen

Anfang Mai 2012 zerstörte die islamistische westafrikanische Gruppe Ansar Dine das zum UNESCO-Welterbe gehörende Mausoleum Sidi Mahmud Ben Amar in Timbuktu und drohte Anschläge auf weitere Mausoleen an. Ende Juni 2012 wurde Timbuktu aufgrund des bewaffneten Konflikts in Mali auf die Rote Liste des gefährdeten Welterbes gesetzt. Kurz danach wurde die Zerstörung der durch die UNESCO denkmalgeschützten Grabstätten unter Verhöhnung der UNESCO fortgesetzt, betroffen diesmal die Sidi Moctar und Alpha Moyaunter. Im Januar 2013 griff Frankreich auf Bitten der Regierung Malis militärisch ein und befreite Timbuktu (→ Opération Serval). Bis Ende Januar 2013 konnten die islamistischen Gruppen aus allen größeren Städten der Region zurückgedrängt werden, so auch aus Timbuktu. Der Konflikt in Nordmali ging allerdings weiter.
Im August 2016 wurde bekannt, dass einer der Angeklagten 2012 neun Grabmäler und die Sidi-Yahia-Moschee zerstört haben soll, woraufhin dieser zu neun Jahren Haft verurteilt wurde.